# Craugastor decoratus
Craugastor decoratus is een kikker uit de familie Craugastoridae. De soort werd voor het eerst wetenschappelijk beschreven door Edward Harrison Taylor in 1942. Oorspronkelijk werd de wetenschappelijke naam Eleutherodactylus decoratus gebruikt.
De soort is endemisch in Mexico. Craugastor decoratus wordt bedreigd door het verlies van habitat.